# عبدالله بن محمد بن سعود آل‌ثانی
عبدالله بن محمد بن سعود آل‌ثانی (انگلیسی: Abdulla bin Mohammed bin Saud Al Thani؛  – ) سیاستمدار، دیپلمات و مدیر اجرایی اهل قطر بود.